# Roppe
Roppe (deutsch früher Rotbach und Roppach) ist eine französische Gemeinde mit 1042 Einwohnern (Stand: 1. Januar 2022) im Territoire de Belfort in der Region Bourgogne-Franche-Comté. Die Bewohner werden Roppois und Roppoises genannt.

## Geographie
Roppe liegt auf 356 m Höhe, etwa sechs Kilometer nordöstlich der Stadt Belfort (Luftlinie). Das Dorf erstreckt sich im Norden der Burgundischen Pforte, auf dem Plateau südlich der Forêt de Roppe unterhalb des Fort de Roppe im Vorland der Vogesen, beidseits der Autruche.

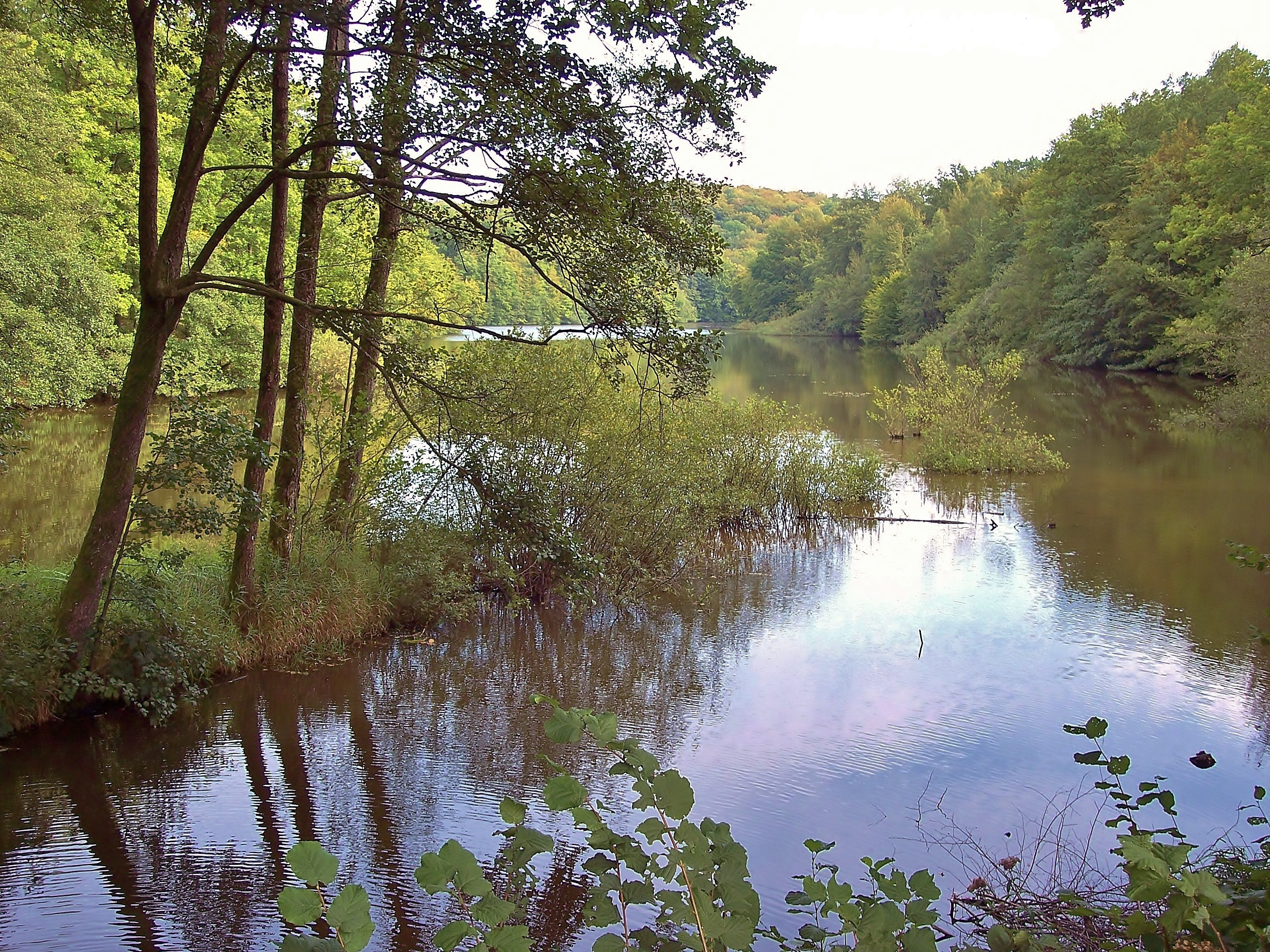
Étang de l’Autruche

Die Fläche des 7,43 km² großen Gemeindegebiets umfasst einen Abschnitt der Landschaft im nördlichen Bereich der Burgundischen Pforte (Trouée de Belfort). Der südliche Teil des Gebietes wird von der weiten Fläche am Fuß der Forêt de Roppe eingenommen. Diese wird durch die Autruche nach Süden über die Bourbeuse zur Allaine entwässert. Das Plateau liegt durchschnittlich auf 360 m und ist überwiegend mit Acker- und Wiesland bedeckt. Nach Norden erstreckt sich das Gemeindeareal in das hügelige Gebiet der Forêt de Roppe. Es ist fast durchgehend bewaldet und dehnt sich beidseits des Stausees der Autruche aus. Das gesamte Gebiet ist als Schießplatz ausgewiesen. Hier befinden sich zwei militärische Festungsanlagen, darunter das Fort de Roppe, auf dessen Höhe mit 511 m die höchste Erhebung von Roppe erreicht wird.
Nachbargemeinden von Roppe sind Anjoutey im Norden, Eguenigue im Osten, Phaffans und Denney im Süden sowie Vétrigne und Éloie im Westen.

## Geschichte
Schon das im Jahr 787 in einer Besitzbestätigungsurkunde für das Kloster St. Avold genannte Dorf „Ropac“ wird von den Herausgebern des „Regnum Francorum online“ mit Roppe gleichgesetzt, ebenso das im Jahr 792 an das Kloster Murbach geschenkte „Roabach“ (RFO RegAls 322+355). Sie soll 1245 wieder „Roppa“ genannt worden sein. Deutsche nannten die Siedlung schon immer Rotbach, zum Beispiel Mercator im Jahre 1585.  Den heutigen Namen trägt die Gemeinde erst seit 1699. 1783 erscheint der Ort als Rotach. Zunächst im Einflussbereich der Herren von Montbéliard stehend, gelangte das Dorf Mitte des 14. Jahrhunderts unter die Oberhoheit der Habsburger.

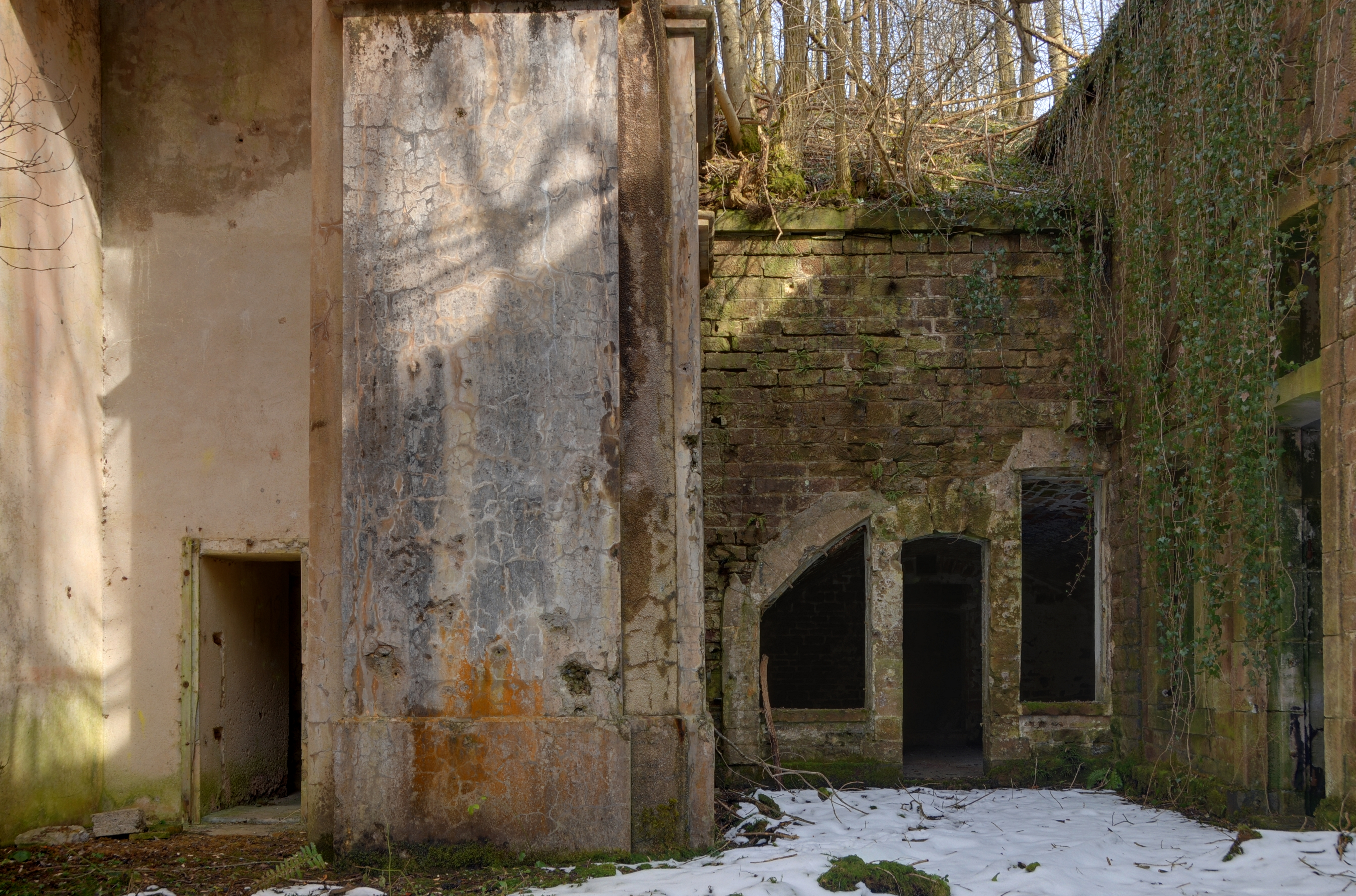
Reste des Forts Roppe

Roppe war Sitz einer Herrschaft, zu der verschiedene Dörfer der Umgebung gehörten. Zusammen mit dem Sundgau kam Roppe mit dem Westfälischen Frieden 1648 an die französische Krone. Seit 1793 gehörte das Dorf zum Département Haut-Rhin, verblieb jedoch nach dem Deutsch-Französischen Krieg 1871 als Teil des arrondissement subsistant du Haut-Rhin im Gegensatz zum restlichen Elsass bei Frankreich. Von 1874 bis 1887 wurde das Fort de Roppe errichtet, das einen Teil des Befestigungsringes um Belfort bildete. In der ersten Hälfte des 20. Jahrhunderts wurde Roppe durch eine Bahnlinie, die von Belfort nach Rougemont-le-Château führte, an das französische Eisenbahnnetz angebunden. Seit 1976 war Roppe Teil der Agglomeration Belfort, aus der 1999 der Gemeindeverband Agglomération Belfortaine entstand, der wiederum 2017 in die Grand Belfort Communauté d’Agglomération aufging. Kirchlich gehörte das Dorf stets zu Phaffans.

## Sehenswürdigkeiten
Im Ortskern sind verschiedene Häuser im Stil des Sundgaus aus dem 18. und 19. Jahrhundert sowie schöne Dorfbrunnen erhalten.

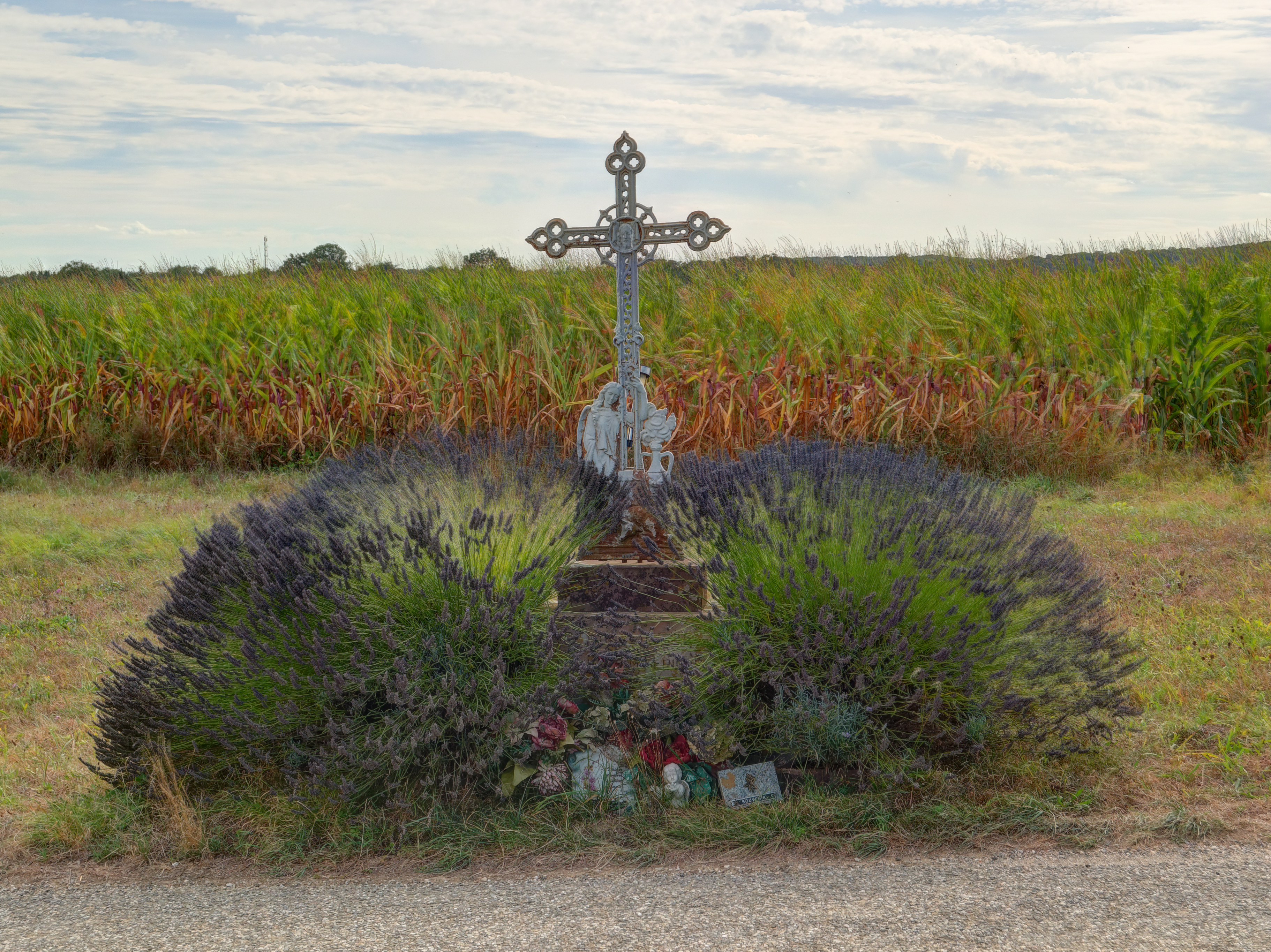
Wegekreuz
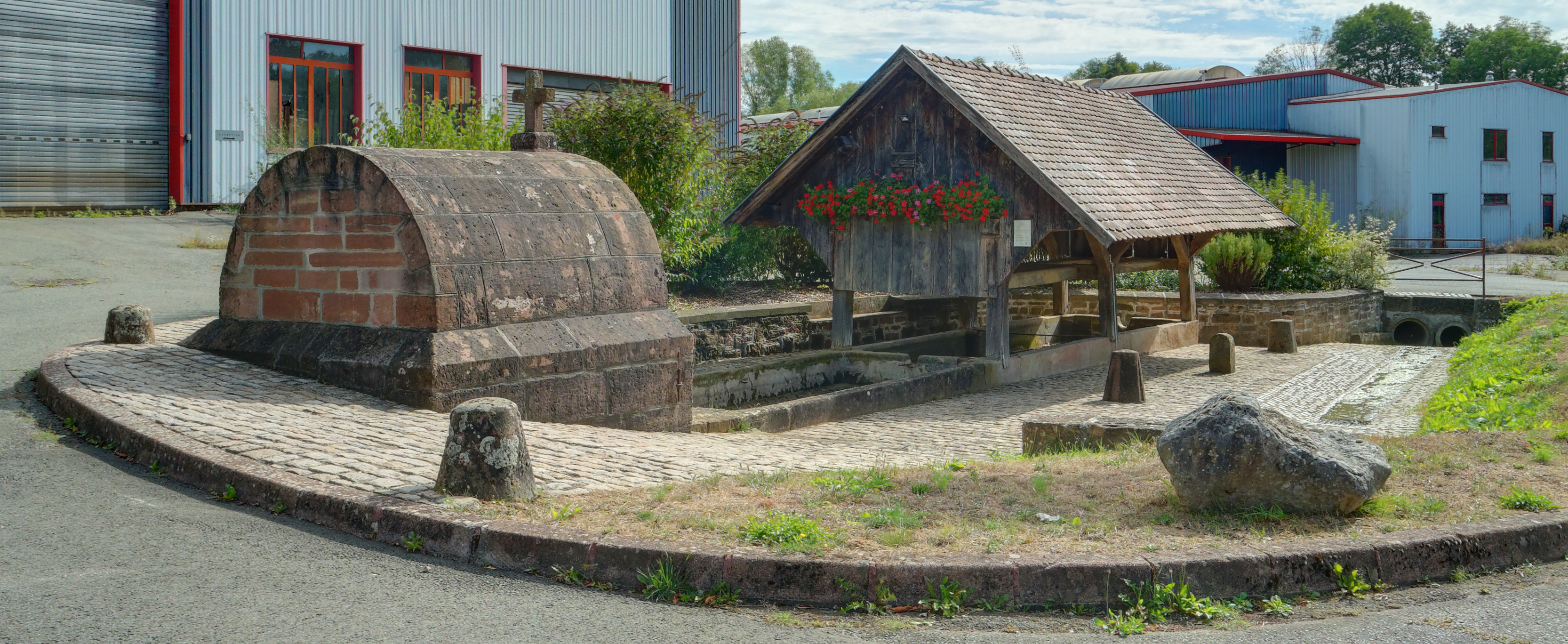
Lavoir (Waschhaus)

## Bevölkerung
| Bevölkerungsentwicklung | Bevölkerungsentwicklung |
| Jahr                    | Einwohner               |
| ----------------------- | ----------------------- |
| 1962                    | 478                     |
| 1968                    | 500                     |
| 1975                    | 604                     |
| 1982                    | 746                     |
| 1990                    | 703                     |
| 1999                    | 675                     |
| 2006                    | 767                     |
| 2013                    | 933                     |
| 2020                    | 1037                    |

Mit 1042 Einwohnern (1. Januar 2022) gehört Roppe zu den kleinen Gemeinden des Département Territoire de Belfort. Nachdem die Einwohnerzahl in der ersten Hälfte des 20. Jahrhunderts meist im Bereich zwischen 330 und 390 Personen gelegen hatte, wurde zwischen 1968 und 1982 ein deutliches Bevölkerungswachstum verzeichnet.

## Wirtschaft und Infrastruktur
Roppe war bis weit ins 20. Jahrhundert hinein ein vorwiegend durch die Landwirtschaft (Ackerbau, Obstbau und Viehzucht) und die Forstwirtschaft geprägtes Dorf. Daneben gibt es heute verschiedene Betriebe des Klein- und Mittelgewerbes, unter anderem in den Branchen der Metallverarbeitung und des Transportgewerbes. Mittlerweile hat sich das Dorf zu einer Wohngemeinde gewandelt. Viele Erwerbstätige sind auch Pendler, die in der Agglomeration Belfort ihrer Arbeit nachgehen.
Die Ortschaft ist verkehrstechnisch gut erschlossen. Sie liegt an der Departementsstraße D83 (frühere Route nationale 83), die von Belfort nach Mülhausen führt. Der nächste Anschluss an die Autobahn A36 befindet sich in einer Entfernung von ungefähr drei Kilometern. Weitere Straßenverbindungen bestehen mit Offemont, Phaffans und Eguenigue. Mit der Stadt Belfort ist Roppe durch eine Buslinie verbunden.